# Коен (Австралія)
Коен (англ. Coen) — невелике містечко на півночі штату Квінсленд.

## Географія
Селище розташоване у східно-центральній частині півострова Кейп-Йорк.

### Клімат
Містечко знаходиться у зоні, котра характеризується кліматом тропічних саван. Найтепліший місяць — листопад із середньою температурою 27.2 °C (81 °F). Найхолодніший місяць — липень, із середньою температурою 21.7 °С (71 °F).
| Клімат Коена            | Клімат Коена | Клімат Коена | Клімат Коена | Клімат Коена | Клімат Коена | Клімат Коена | Клімат Коена | Клімат Коена | Клімат Коена | Клімат Коена | Клімат Коена | Клімат Коена | Клімат Коена |
| Показник                | Січ.         | Лют.         | Бер.         | Квіт.        | Трав.        | Черв.        | Лип.         | Серп.        | Вер.         | Жовт.        | Лист.        | Груд.        | Рік          |
| Абсолютний максимум, °C | 37,8         | 35           | 33,9         | 33,9         | 32,2         | 32,2         | 33,3         | 33,9         | 36,1         | 39,4         | 40,6         | 40           | 40,6         |
| Середній максимум, °C   | 31,6         | 30,9         | 30,3         | 29,6         | 28,7         | 27,8         | 27,5         | 28,4         | 29,9         | 31,7         | 33           | 33           | 30,2         |
| Середня температура, °C | 27           | 26           | 26           | 25           | 23           | 22           | 22           | 22           | 24           | 26           | 27           | 27           | 25           |
| Середній мінімум, °C    | 22,6         | 22,4         | 22           | 20,6         | 19           | 17,2         | 16,6         | 17           | 18,3         | 20,3         | 21,7         | 22,4         | 20           |
| Абсолютний мінімум, °C  | 18,3         | 18,9         | 17,8         | 11,1         | 11,1         | 7,8          | 0,6          | 8,3          | 12,2         | 9,4          | 15,6         | 15,6         | 0,6          |
| Норма опадів, мм        | 280          | 280          | 240          | 90           | 10           | 0            | 0            | 0            | 0            | 10           | 50           | 160          | 1170         |
| Днів з дощем            | 17,2         | 17,6         | 15,5         | 8,2          | 4,1          | 2,9          | 2,3          | 1,4          | 0,8          | 1,7          | 4,3          | 10,5         | 86,4         |
| ----------------------- | ------------ | ------------ | ------------ | ------------ | ------------ | ------------ | ------------ | ------------ | ------------ | ------------ | ------------ | ------------ | ------------ |
| Джерело: Weatherbase    |              |              |              |              |              |              |              |              |              |              |              |              |              |